# Arenaria ligericina
Arenaria ligericina är en nejlikväxtart som beskrevs av Henri Lecoq och Lamotte. Arenaria ligericina ingår i släktet narvar, och familjen nejlikväxter. Inga underarter finns listade i Catalogue of Life.